# Johnny Belinda (1948.)
Johnny Belinda je drama Jeana Negulescoa iz 1948. s Jane Wyman, temeljena na istoimenoj kazališnoj drami Elmera Blaneyja Harrisa.
Priča se temelji na stvarnom događaju koji se odigrao blizu Harrisova ljetnikovca u Fortune Bridgeu, na Otocima Princa Edwarda u  Kanadi. Glavni lik temeljen je na životu Lydije Dingwell (1852. – 1931.) iz Dingwells Millsa, Otoci Princa Edwarda.
Film je sniman u sjevernoj  Kaliforniji.

## Priča
Film govori o gluhoj djevojci, Belindi McDonald, koja se sprijateljuje s novim liječnikom, dr. Robertom Richardsonom, koji stiže u područje Cape Bretona u daleku istočnu  Kanadu, na kraju devetnaestog stoljeća. Liječnik shvaća da je, iako ne može čuti ni govoriti, Belinda izuzetno inteligentna. Živi na farmi sa svojim ocem, Blackom McDonaldom, i svojom tetkom, Aggie McDonald, a rijetko ide u grad. Obitelj na farmi proizvodi uglavnom brašno. Njezin otac i tetka zamjeraju Belindi što joj je majka umrla dok ju je rađala. Dr. Richardson uči Belindu jezik znakova. S vremenom, ona mu se počinje sviđati.
Liječnikova tajnica, Stella McCormick, pokušava ga privoljeti za sebe. Ali liječnik uopće ne gleda Stellu na taj način. Nakon što ona shvaća da ga je Belinda privukla, postaje kivna i na njega i na Belindu.
Jedan od obiteljskih mušterija, Locky McCormick, odlazi na farmu kad je Belinda ostala sama i siluje ju. Ona ostaje trudna. Nakon što su ljudi u selu saznali da je trudna, počinju sumnjati na dr. Richardsona jer je on proveo najviše vremena s njom. Kako vrijeme prolazi, pritisak glasina na kraju prisiljava liječnika da se preseli. Odluči se oženiti s Belindom i uzeti dijete sa sobom. Odlazi kako bi pronašao novo mjesto za svoju praksu i novi dom za njih.
Dok je on bio u potrazi, McCormick, sada oženjen liječnikovom tajnicom Stellom, odlučuje uzeti svoje dijete. Odlazi ga posjetiti, a kad ga je vidio Black McDonald, naređuje mu da ode. McCormick priznaje Blacku da je dijete njegovo i da će se vratiti po njega. Black polazi za McCormickom i zaprijeti mu da će ga razotkriti u gradu. Potuku se, a McCormick baca McDonalda sa stijene u more.
Sada Belinda i njezina tetka Aggie pokušavaju voditi farmu, ali se ubrzo nađu u dugovima. Grad se, na McCormickovo traženje, sastaje i odlučuje da je Belinda "nepodobna" za odgajanje djeteta. Kad McCormick i njegova žena dolaze po dijete, Belinda objašnjava Stelli McCormick da je ona pametnija nego što to govore ljudi u gradu te da neće prepustiti dijete bez borbe. Stella se posvađa s Lockyjem, koji priznaje da je dijete njegovo. Tada pokuša oduzeti dijete, ali Belinda mu staje na put. Sruši je i pođe stubama. Ona zgrabi pušku i ubija ga. Belinda je uhićena i počinje suđenje za umorstvo. Na suđenju, dr. Richardson posvjedoči da je McCormick silovao Belindu i da je ona samo štitila sebe i obitelj. Sud to odbacuje kao čin njegove ljubavi prema njoj, ali tada Stella, u koje se javljaju stari osjećaji za liječnika, potvrđuje njegovu priču, rekavši da joj je muž priznao istinu na dan kad je ubijen. Belinda je oslobođena zbog zaštite svog djeteta i doma.

## Nagrade

### Pobjede
- Oscar za najbolju glavnu glumicu - Jane Wyman
- Zlatni globus za najbolju glumicu – drama - Jane Wyman
- Nagrada Photoplay za najpopularniju žensku zvijezdu - Jane Wyman
- Zlatni globus za najbolji film – drama (pobjeda podijeljena s filmom Blago Sierra Madre)

### Nominacije
- Oscar za najboljeg glavnog glumca - Lew Ayres
- Oscar za najboljeg sporednog glumca - Charles Bickford
- Oscar za najbolju sporednu glumicu - Agnes Moorehead
- Oscar za najbolji adaptirani scenarij - Irma von Cube i Allen Vincent
- Oscar za najboljeg redatelja - Jean Negulesco
- Oscar za najbolju fotografiju - Ted D. McCord
- Oscar za najbolju montažu - David Weisbart
- Oscar za najbolju scenografiju - Robert M. Haas i William O. Wallace
- Oscar za najbolji originalni glazbeni broj - Max Steiner
- Oscar za najbolji film - Jerry Wald
- Oscar za najbolji zvuk

## Vanjske poveznice
- Johnny Belinda u internetskoj bazi filmova IMDb-a
- Johnny Belinda na Rotten Tomatoes